# Municipio de Scott (condado de Linn)
El municipio de Scott (en inglés: Scott Township) es un municipio ubicado en el condado de Linn en el estado estadounidense de Kansas. En el año 2010 tenía una población de 733 habitantes y una densidad poblacional de 4,47 personas por km².

## Geografía
El municipio de Scott se encuentra ubicado en las coordenadas 38°19′26″N 94°50′55″O / 38.32389, -94.84861. Según la Oficina del Censo de los Estados Unidos, el municipio tiene una superficie total de 163.84 km², de la cual 161,12 km² corresponden a tierra firme y (1,66 %) 2,71 km² es agua.

## Demografía
Según el censo de 2010, había 733 personas residiendo en el municipio de Scott. La densidad de población era de 4,47 hab./km². De los 733 habitantes, el municipio de Scott estaba compuesto por el 97,14 % blancos, el 0,55 % eran afroamericanos, el 0,14 % eran amerindios, el 0,14 % eran asiáticos, el 0,14 % eran de otras razas y el 1,91 % eran de una mezcla de razas. Del total de la población el 1,77 % eran hispanos o latinos de cualquier raza.